# Starożytne Teksty Chrześcijańskie
Starożytne Teksty Chrześcijańskie – seria źródeł dotyczących antyku chrześcijańskiego ukazująca się w Lublinie nakładem Towarzystwa Naukowego KUL w latach 1976-1993. Jej redaktorami byli: Leokadia Małunowiczówna i Ludwik Gładyszewski.

## Tomy wydane w ramach serii
- Kazania i homilie na święta Pańskie i Maryjne, zebrał i wstępem opatrzył L. Gładyszewski, redakcja L. Małunowiczówna, Lublin: Towarzystwo Naukowe Katolickiego Uniwersytetu Lubelskiego 1976.
- Antologia listu starochrześcijańskiego, t. 1: Listy z dziedziny kierownictwa duchowego, wstęp i redakcja L. Małunowiczówna, Lublin: Towarzystwo Naukowe Katolickiego Uniwersytetu Lubelskiego 1978
- Antologia modlitwy wczesnochrześcijańskiej, wstęp i wybór Leokadia Małunowiczówna, redakcja Ludwik Gładyszewski, Lublin: Towarzystwo Naukowe Katolickiego Uniwersytetu Lubelskiego 1993.